# Acid Junkies
Acid Junkies is een muziekgroep uit Eindhoven die elektronische dansmuziek maakt. De band is opgericht in 1992 en bestaat uit Stefan Robbers en Harold de Kinderen. Begonnen als pure acidhouseband, is het duo later andere elektronische muziekstijlen gaan verkennen, zoals synthi-disco, Electronic Body Music (EBM), house en techno. De groep trad ook buiten Nederland op en bracht platen uit op een Nederlands (DJAX) en een Duits- Amerikaans platenlabel (Acid Tracks). Zelf richtte de groep AJ Records op.

## Biografie
Acid Junkies begon in 1992 als soloproject van Stefan Robbers toen hij geïnspireerd raakte door de acidpioniers uit Chicago, die zoveel psychedelische invloeden in de House hadden gebracht. Vlak voor de opnames van de eerste ep sloot Harold de Kinderen zich bij hem aan en begonnen in 1994 de liveoptredens. De groep had hier direct succes mee, aanvankelijk vooral in Nederland. De groep trad op tijdens Mayday in België en Nederlandse festivals als Noorderslag, Lowlands en Dance Valley. In deze tijd bracht de groep een paar ep's uit en twee albums, waarvan de ontwerpen met veel humor zijn omgeven. Zo is er bijvoorbeeld een kartonnen bouwdoos van een TB-303-synthesizer, die kenmerkend is voor de acid house. Ook werd een verbind-de-puntjes-afbeelding toegevoegd. 
Vanaf het vierde album EU (1998) werd gaandeweg een nieuwe richting ingeslagen. Langzaamaan werden de Acid Junkies geïnspireerd door stijlen als electro, disco, chemical en drum and bass. Op Jackpot (1999) speelde de 303 een nog minder belangrijke rol, en begon de groep een technogeluid te ontwikkelen. In augustus 2001 verscheen President Incident op het Duitse label Acid Tracks met twee funky technonummers, terwijl de andere kant weer met acid gevuld is. In november 2001 kwam er een Live album uit, dat is opgenomen in thuisbasis Eindhoven en later verder bewerkt en gemixt. Hiermee sloot de groep een lange periode af als live band die acid, house en techno combineert en begint bij optreden gebruik te maken van dj-technieken en samples.
Met B.O.D.Y. leverde de groep een EBM-plaat af, waarna ze in 2005 terugkeerde naar haar acid-oorsprong met de ep's Acid Plant en Acid Plant Part 2.